# سفر گروهی
سفر گروهی (انگلیسی: Class Trip) یک فیلم درام فرانسوی به کارگردانی کلود میلر است که بر پایهٔ رمانی اثر امانوئل کارر ساخته شد.
«سفر گروهی» در جشنواره فیلم کن ۱۹۹۸ به نمایش درآمد و موفق به دریافت جایزه هیئت داوران جشنواره کن شد. این فیلم همچنین در چهاردهمین جشنواره بین‌المللی فیلم‌های کودکان و نوجوانان اصفهان به نمایش درآمد.